# Ludowika Jakobsson
Ludowika Antje Margareta Jakobsson (nascida Ludowika Antje Margareta Eilers; Potsdam, Império Alemão, 25 de julho de 1884 – Helsinque, Finlândia, 1 de novembro de 1968) foi uma patinadora artística teuto-finlandesa que competiu em competições de duplas e individual. Ela foi campeã olímpica em 1920 ao lado de Walter Jakobsson.

## Principais resultados

### Duplas

#### Com Walter Jakobsson
| Resultados                                            | Resultados       | Resultados      | Resultados       | Resultados       | Resultados      | Resultados      | Resultados      | Resultados      | Resultados       | Resultados      | Resultados       | Resultados    | Resultados    | Resultados    |
| Internacional                                         | Internacional    | Internacional   | Internacional    | Internacional    | Internacional   | Internacional   | Internacional   | Internacional   | Internacional    | Internacional   | Internacional    | Internacional | Internacional | Internacional |
| Evento/Temporada                                      | 1909– 1910       | 1910– 1911      | 1911– 1912       | 1912– 1913       | 1913– 1914      |                 | 1918– 1919      | 1919– 1920      | 1920– 1921       | 1921– 1922      | 1922– 1923       | 1923– 1924    |               | 1927– 1928    |
| ----------------------------------------------------- | ---------------- | --------------- | ---------------- | ---------------- | --------------- | --------------- | --------------- | --------------- | ---------------- | --------------- | ---------------- | ------------- | ------------- | ------------- |
| Jogos Olímpicos                                       |                  |                 |                  |                  |                 |                 | Medalha de ouro |                 |                  |                 | Medalha de prata | 5.ª           |               |               |
| Campeonato Mundial                                    | Medalha de prata | Medalha de ouro | Medalha de prata | Medalha de prata | Medalha de ouro |                 |                 |                 | Medalha de prata | Medalha de ouro |                  |               |               |               |
| Campeonato Nórdico                                    |                  |                 |                  |                  |                 | Medalha de ouro |                 | Medalha de ouro |                  |                 |                  |               |               |               |
| Nacional                                              |                  |                 |                  |                  |                 |                 |                 |                 |                  |                 |                  |               |               |               |
| Campeonato Finlandês                                  |                  | Medalha de ouro |                  |                  |                 |                 |                 | Medalha de ouro |                  |                 |                  |               |               |               |
|                                                       |                  |                 |                  |                  |                 |                 |                 |                 |                  |                 |                  |               |               |               |
| Legenda: Competição não foi disputada nesta temporada |                  |                 |                  |                  |                 |                 |                 |                 |                  |                 |                  |               |               |               |

### Individual feminino
| Resultados                                            | Resultados        | Resultados    | Resultados    | Resultados      | Resultados    | Resultados    | Resultados    | Resultados    | Resultados    | Resultados    | Resultados    | Resultados    |
| Internacional                                         | Internacional     | Internacional | Internacional | Internacional   | Internacional | Internacional | Internacional | Internacional | Internacional | Internacional | Internacional | Internacional |
| Evento/Temporada                                      | 1910– 1911        | 1911– 1912    |               | 1916– 1917      |               |               |               |               |               |               |               |               |
| ----------------------------------------------------- | ----------------- | ------------- | ------------- | --------------- | ------------- | ------------- | ------------- | ------------- | ------------- | ------------- | ------------- | ------------- |
| Campeonato Mundial                                    | Medalha de bronze | 7.ª           |               |                 |               |               |               |               |               |               |               |               |
| Nacional                                              |                   |               |               |                 |               |               |               |               |               |               |               |               |
| Campeonato Finlandês                                  |                   |               |               | Medalha de ouro |               |               |               |               |               |               |               |               |
|                                                       |                   |               |               |                 |               |               |               |               |               |               |               |               |
| Legenda: Competição não foi disputada nesta temporada |                   |               |               |                 |               |               |               |               |               |               |               |               |